# 高杢禎彦のいきいき健康トーク
『高杢禎彦のいきいき健康トーク』（たかもくよしひこのいきいきけんこうトーク）は、日本各地のAMラジオ局で放送されていた熊本放送 (RKKラジオ) 製作の健康情報番組である。東洋神宝の一社提供。RKKラジオでは2005年10月8日から2007年9月まで放送。

## 概要
パーソナリティは高杢禎彦と右田昌子。高杢たちが毎回リスナーから寄せられた健康に関する悩みを紹介し、それらをもとにトークを繰り広げていた。

## 放送局
| 放送対象地域   | 放送局       | 系列     | 放送日時                                                 | 備考                         |
| -------------- | ------------ | -------- | -------------------------------------------------------- | ---------------------------- |
| 熊本県         | 熊本放送     | JRN・NRN | 土曜 09:45 - 10:00（『桂木まやのシャバダバサタデー』内） | 製作局 2005年10月8日放送開始 |
| 北海道         | 北海道放送   | JRN・NRN | 木曜 17:00 - 17:15                                       | 2005年10月6日放送開始        |
| 青森県         | 青森放送     | JRN・NRN | 土曜 09:40 - 09:55                                       | 2006年10月放送開始           |
| 岩手県         | IBC岩手放送  | JRN・NRN | 土曜 16:45 - 17:00                                       | 2006年10月放送開始           |
| 宮城県         | 東北放送     | JRN・NRN | 土曜 18:15 - 18:30                                       | 2006年1月放送開始            |
| 秋田県         | 秋田放送     | JRN・NRN | 日曜 17:15 - 17:30                                       | 2006年10月放送開始           |
| 山形県         | 山形放送     | JRN・NRN | 日曜 16:35 - 16:50                                       | 2006年10月放送開始           |
| 福島県         | ラジオ福島   | JRN・NRN | 日曜 18:30 - 18:45                                       | 2006年10月放送開始           |
| 鳥取県・島根県 | 山陰放送     | JRN・NRN | 日曜 08:30 - 08:45                                       | 2005年11月6日放送開始        |
| 広島県         | 中国放送     | JRN・NRN | 月曜 20:35 - 20:50                                       | 2005年10月3日放送開始        |
| 長崎県         | 長崎放送     | JRN・NRN | 土曜 17:00 - 17:15                                       | 2005年10月8日放送開始        |
| 大分県         | 大分放送     | JRN・NRN | 土曜 14:00 - 14:15                                       |                              |
| 宮崎県         | 宮崎放送     | JRN・NRN | 土曜 13:45 - 14:00                                       | 2005年10月8日放送開始        |
| 鹿児島県       | 南日本放送   | JRN・NRN | 土曜 18:30 - 18:45                                       | 2005年10月8日放送開始        |
| 福岡県         | RKB毎日放送  | JRN      | 日曜 16:45 - 17:00                                       | 2005年10月9日放送開始        |
| 神奈川県       | RFラジオ日本 | 独立局   | 金曜 09:10 - 09:25                                       | 2006年1月放送開始            |